# Max Schulze-Sölde
Max Schulze-Sölde (25. ledna 1887, Dortmund – 1. července 1967, Theiningsen v Soest) byl německý malíř a jeden z "Inflačních proroků" známý jako „Johannes der Jugend“.

## Život
Max Schulze-Sölde studoval práva, ale roku 1910 přestoupil do malířské třídy Akademie umění v Düsseldorfu.
V době vypuknutí První světové války byl na studijní cestě ve Francii, kde ho jako nepřátelskou osobu internovali. Po návratu do Německa se usadil v Hagenu a pod vlivem Emila Löhnberga, přítele malíře Heinricha Vogelera, se radikalizoval. Vzdal se malování a vytvořil religiózní model socialismu s popraveným Karlem Liebknechtem jako novodobým Kristem. Navštěvoval kroužek "Hagener Boheme", kde se pěstovalo socialistické a anti-civilizační myšlení jako nepřátelství k technologiím a luxusu, stejně jako glorifikace života na venkově.
Nějaký čas pracoval jako horník v Porúří a po roce 1921 se připojil ke Křesťansko-revolučnímu hnutí K. Strünckmanna a převzal zde vedení proletářské mládeže. Jako „Johannes der Jugend“ patří mezi tzv. Inflační svaté. V následujících letech se přiblížil k nacionalistickému křídlu křesťanského hnutí a podporu hledal na pravém křídle politiky i mezi Revolučními národními socialisty.
Po své misi společenského reformátora však dal přednost rodině a roku 1926 skončil jako učitel kreslení v internátní škole a musel svou malířskou kariéru znovu budovat.
Roku 1930 organizoval "Náboženský týden" v Hilburgshausenu, kterého se zúčastnili také Johannes Baader, Friedrich Muck-Lamberty, Karl Otto Paetele a Gusto Gräser. V témže roce se připojil k reformní komunitě "Grünhorst" v Berlíně, kde organizoval setkání mládežnického hnutí s "biosofem" Ernstem Fuhrmannem. Roku 1933 své veřejné aktivity ukončil a vrátil se k malování. Roku 1937 byly jeho obrazy zabaveny Říšskou komorou pro výtvarné umění a ukazovány na putovní výstavě "Zvrhlé umění" (Entartete Kunst).
Roku 1938 si postavil dům v Soeste a po válce v letech 1945-1951 zastával funkci předsedy Kunstringu v Soeste.

## Dílo
Po návratu do Německa měl Schulze-Sölde výstavu v galerii Alfreda Flechtheima v Düsseldorfu, kde v té době vystavovala celá malířská avantgarda, včetně Picassa, Chagalla, Klee ad. Díky němu a Karl Ernst Osthausovi, slavnému propagátoru moderního umění a zakladateli Muzea Folkwang v Hagenu, se stal finančně nezávislým.
Jeho dílo ovlivnil zpočátku impresionismus, expresionismus a kubismus, po válce maloval abstraktní díla a díla nové věcnosti (Neuen Sachlichkeit), tématem byla především krajinomalba.